# Стэнфорд, Леланд
Леланд Стэнфорд (англ. Leland Stanford; 9 марта 1824, Уотервлит, Нью-Йорк — 21 июня 1893) — американский политик, 8-й губернатор Калифорнии, промышленник и предприниматель. Основатель Стэнфордского университета.

## Биография

### Ранние годы
Родился 9 марта 1824 года в Уотервлите (ныне город Колони), штат Нью-Йорк. Был одним из восьми детей Иосии (Josiah) и Элизабет Филлипс Стэнфордов (Elizabeth Phillips Stanford). Леланд вырос на семейных фермах в Лиша-Килл и, после 1836 года, в Росслевилле. Дома в Росслевилле носили название Элм-Гров (Elm Grove). Главное строение в Элм-Гров было снесено в 1940-х годах. Его предок-иммигрант, Томас Стэнфорд, поселился в Чарльзтауне (штат Массачусетс) в XVII веке. Позже предки поселились в долине Мохок в Нью-Йорке около 1720 года. Отец Стэнфорда был фермер. Леланд учился в общеобразовательной школе до 1836 года и затем обучался дома вплоть до 1839 года (до 15 лет). Поступил в Клинтонский Либеральный институт в Клинтоне, изучал право в Казеновиевской семинарии в Казеновии, Нью-Йорк, в 1841—1845 годах. В 1845 году он поступил на юридическую службу в контору Wheaton, Doolittle & Hadley в Олбани.
В 1848 году Стэнфорд был принят в коллегию адвокатов, затем переехал в Порт-Вашингтон, где начал адвокатскую практику с Уэсли Пирс (Wesley Pierce). Его отец подарил ему юридическую библиотеку, одну из лучших на тот момент.
30 сентября 1850 года Леланд Стэнфорд женился на Джейн Элизабет Лэтроп, дочери торговца Дайера Латропа (Dyer Lathrop) и Джейн Энн (Шилдс) Лэтроп (Jane Anne (Shields) Lathrop). В 1868 году у них родился сын, Леланд Стэнфорд-младший.
В 1850 году Стэнфорд был выдвинут окружным прокурором от Партии вигов в округе Вашингтон, штат Висконсин.

### Бизнес
В 1852 году Леланд Стэнфорд, в возрасте 28 лет, потеряв свою библиотеку и другое имущество при пожаре, переехал в Калифорнию в период Калифорнийской золотой лихорадки. Его жена Джейн осталась в Олбани со своей семьей. Он стал работать в семейном бизнесе со своими пятью братьями, которые задолго до него обосновались на побережье Тихого океана. Стэнфорд работал в универсальном магазине для шахтёров, потом перешёл в оптовую торговлю. Служил мировым судьёй, помог организовать библиотечную ассоциацию города Сакраменто, впоследствии ставшую публичной библиотекой Сакраменто. В 1855 году он вернулся в Олбани, к жене, но стал тяготиться медлительным темпом жизни, и в 1856 году он и Джейн переехали в Сан-Франциско, чтобы принять участие в крупных торговых операциях.

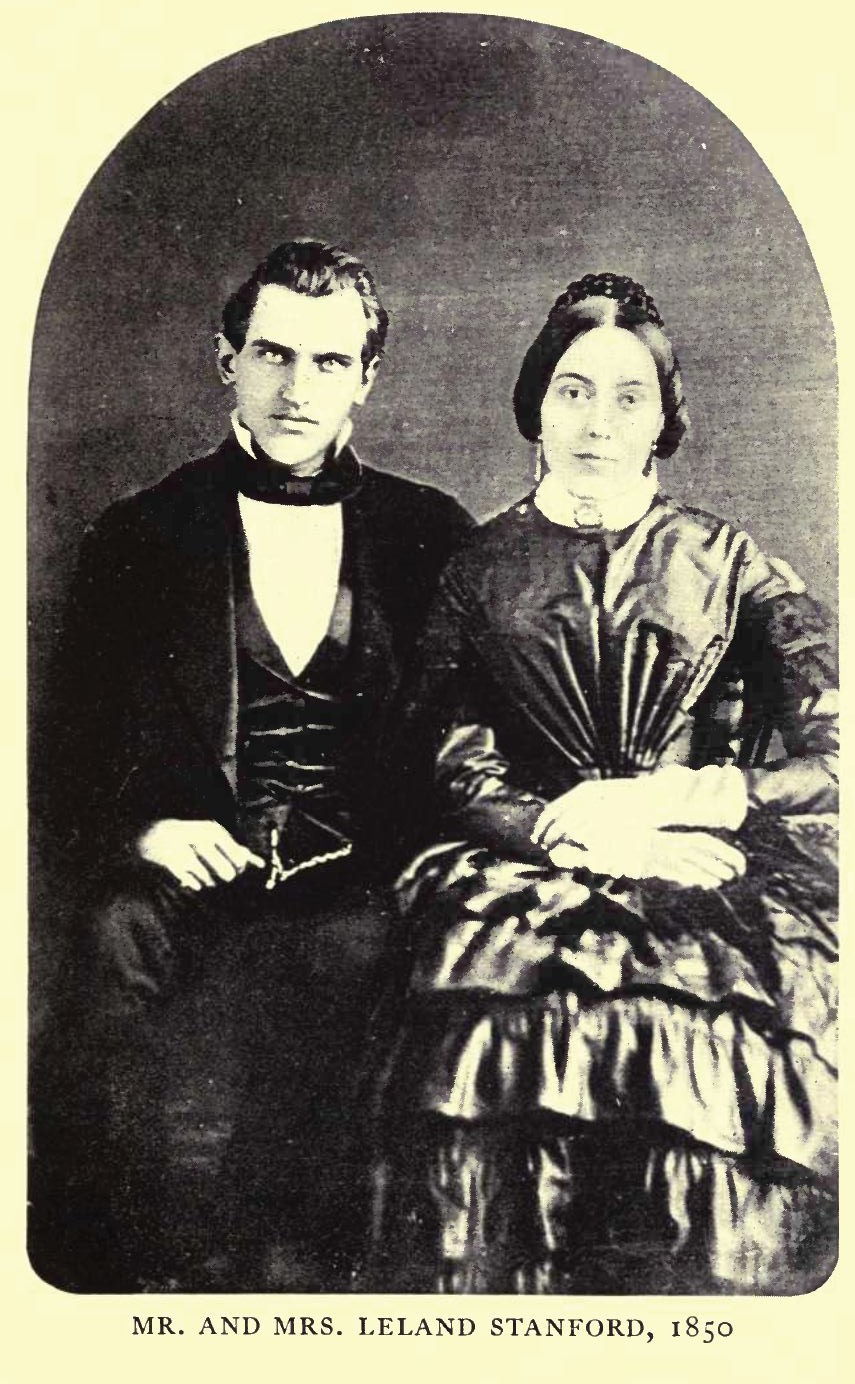
Леланд Стэнфорд со своей женой

Леланд Стэнфорд был одним из четырёх крупнейших бизнесменов в Сакраменто, известных в народе как «Большая четвёрка» (друг друга они называли «коллегами»), которые были ключевыми инвесторами основанной 28 июня 1861 года компании «Центральная тихоокеанская железная дорога», со Стэнфордом в качестве президента. Его трёмя соратниками были Чарльз Крокер, Марк Хопкинс-младший и Коллис П. Хантингтон.
В 1861 году Стэнфорд снова (после неудачной попытки в 1859 году) выдвинул свою кандидатуру на пост губернатора Калифорнии и на этот раз был избран. Первый тепловоз на железной дороге был назван Gov. Stanford в его честь.
В мае 1868 года он вместе с Ллойдом Тэвисом, Дариусом Миллсом, Бэконом (H. D. Bacon), Хопкинсом и Крокером сформировали компанию Pacific Union Express, которая объединилась в 1870 году с Wells Fargo & Company. Будучи главой железнодорожной компании, которая построила западную часть «первой трансконтинентальной железной дороги» в горах Сьерра-Невада в Калифорнии, Неваде и Юте, Стэнфорд 10 мая 1869 года возглавлял торжественную церемонию объединения железных дорог Central Pacific и Union Pacific.
Хотя «Центральная тихоокеанская железная дорога» ещё строилась, Стэнфорд и его партнёры приобрели контроль над Southern Pacific Transportation Company в 1868 году. Стэнфорд был избран президентом Southern Pacific и занимал эту должность (за исключением короткого периода в 1869—1870 годах) до 1890 года. Стэнфорд был также директором Wells Fargo & Company с 1870 года по январь 1884 года, с февраля 1884 до своей смерти в июне 1893 года.
В 1874 году Стэнфорд переехал в Сан-Франциско, где он принял должность Председателя «Пароходства Востока и Запада», осуществлявшего рейсы в Японию и Китай.
Southern Pacific Company была организована в 1884 году как холдинг в рамках компании Central Pacific-Southern Pacific. Стэнфорд был президентом Southern Pacific Company с 1885 по 1890 год, когда его сместил с этой должности Хантингтон в отместку за победу Стэнфорда в 1885 году на выборах в Сенат над другом Хантингтона, Аароном Сэрджентом. Стэнфорд был избран председателем исполнительного комитета Southern Pacific Railroad в 1890 году и занимал этот пост, наряду с президентством в Central Pacific Railroad, до самой смерти.
Стэнфорд владел двумя винными заводами: основанное в 1869 году и управлявшееся его братом Stanford Brothers Winery и Great Vina Ranch (площадь 223 км²) с крупнейшим по тем временам виноградником в мире — 14 км². Ему также принадлежал Gridley tract (72 км²) и ферма в Пало-Алто, где выводились знаменитые породы лошадей. Станфорд имел и величественный особняк в Сакраменто, штат Калифорния, где родился его единственный сын; в настоящее время это Национальный исторический парк «Особняк Леланда Стэнфорда», а дом-музей используется для общественных мероприятий штата Калифорния. Помимо всего прочего, был ещё дом в Сан-Франциско в районе Ноб-Хилл, который был разрушен в результате землетрясения 1906 года. Сегодня на его месте находится отель Stanford Court Hotel.

### Политика

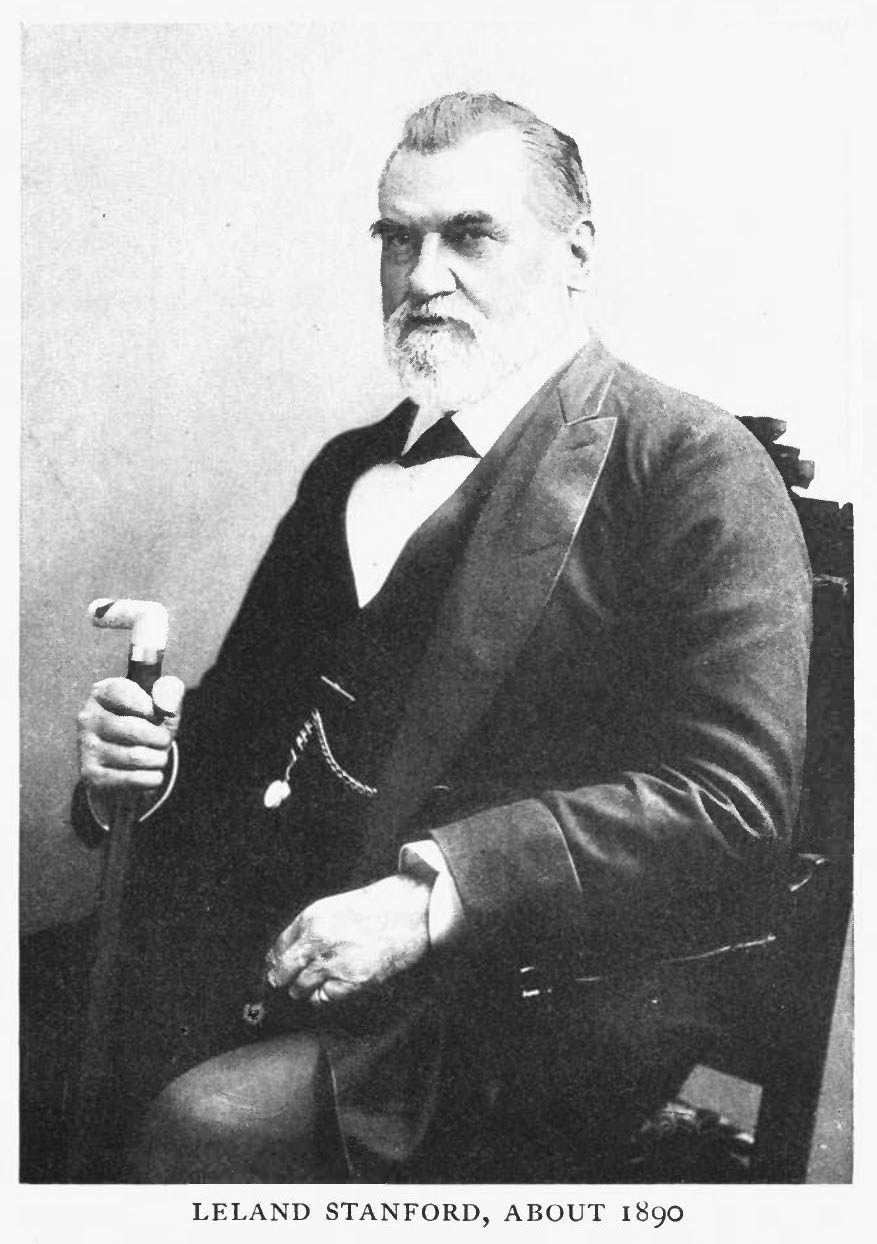
Леланд Стэнфорд в 1890 году

Стэнфорд, член Республиканской партии, был очень политически активен. В 1856 году он встретился с другими политиками в Сакраменто с целью организовать Республиканскую партию Калифорнии. Был выбран в качестве делегата на Конвенте Республиканской партии на выборах Президента США в 1856 и 1860 годах. Стэнфорд неудачно попытался стать казначеем (в 1857) и губернатором (1859) штата Калифорния. В 1860 году он был назначен делегатом на Национальный съезд Республиканской партии в Чикаго, но на нём не присутствовал. В 1861 году он был наконец избран губернатором Калифорнии.
Он был восьмым губернатором Калифорнии, работавшим с января 1862 по декабрь 1863 года, и первым республиканским губернатором. Будучи большим, неторопливо разговаривавшим человеком, который всегда читал заранее подготовленный текст, он поражал слушателей своей искренностью и неожиданными импровизациями[стиль]. Во время пребывания в должности он сократил государственный долг в два раза и выступал за сохранение лесов. Он также руководил созданием первого педагогического училища в Калифорнии, которое позднее стало Государственным университетом Сан-Хосе. После губернаторства Стэнфорда срок полномочий изменился с двух лет до четырёх в соответствии с законом, принятым во время его пребывания в должности.
Позднее он работал в Сенате Соединённых штатов с 1885 до своей смерти в 1893 году. Работал в течение четырёх лет в качестве председателя Комитета Сената США по Общественным зданиям и территориям, а также служил в военно-морском комитете. Является автором нескольких законопроектов: законопроект, способствовавший созданию работниками кооперативов и законопроект, позволявший эмитировать валюту на основе земельной стоимости, без привязки к золоту.

### Стэнфордский университет

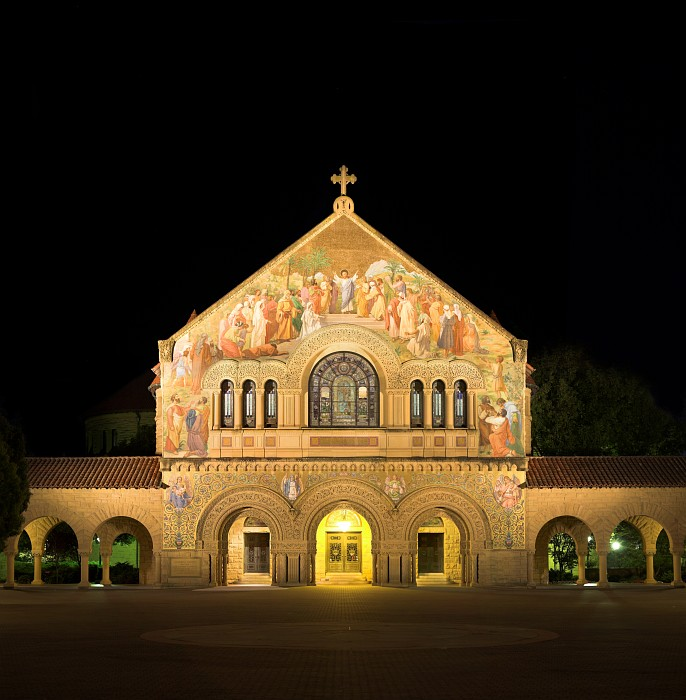
Мемориальная церковь Стэнфордского университета в Стэнфордском университете, посвящённая памяти Леланда Стэнфорда

см. основную статью Стэнфордский университет
Леланд Стэнфорд, вместе с женой Джейн, основали Стэнфордский университет как памятник своему единственному ребенку, Леланду Стэнфорду-младшему, умершему подростком в 1884 году во Флоренции во время поездки в Европу. 14 ноября 1885 года Леланд и Джейн подписали Акт о пожертвовании на первом заседании Попечительского совета. Помимо описания организационной структуры будущего университета, в условия предоставления гранта входят всего три конкретных положения: «попечители имеют право и обязаны:
- установить и поддерживать в университете такую систему образования, которая, будучи реализована, поможет выпускникам реализовать поставленные задачи…
- запретить сектантское обучение, обязательно учить в университете о бессмертии души, существовании мудрейшего и доброжелательного Творца, и что повиновение Его законам является высшим долгом человека.
- научить правам и преимуществам объединения и сотрудничества.
- обеспечить равные возможности для обоих полов.
- использовать ферму в Пало-Алто для обучения в области сельского хозяйства».

Примерно 20 млн долларов США (400 млн в долларах 2005 года) было направлено в университет, который открылся 1 октября 1891 года. Его первым учеником в этот день был Герберт Гувер. Состояние семьи Стэнфорда в конце XIX века оценивается примерно в 50 млн долларов (1 млрд в долларах 2005 года).

### Личная жизнь

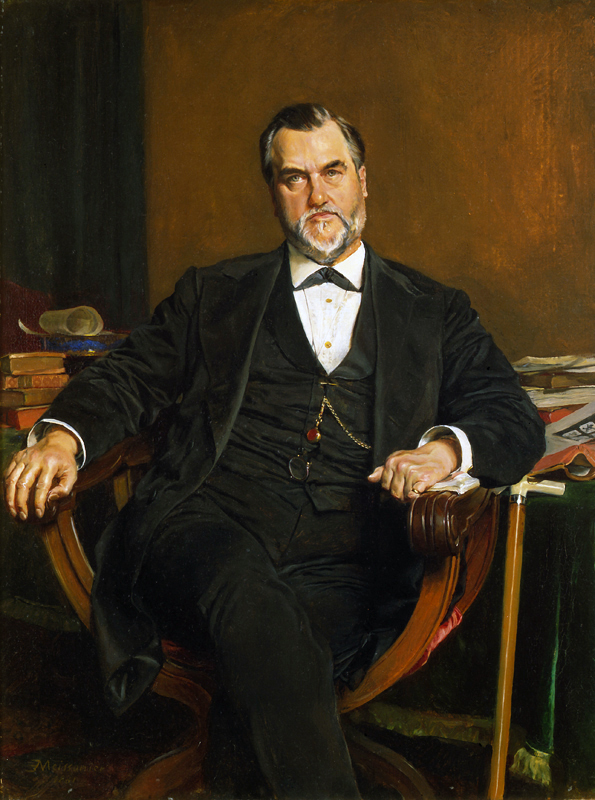
Леланд Стэнфорд. Художник Жан-Луи-Эрнест Месонье. Музей Стэнфорда.

Леланд Стэнфорд был активным масоном. Он был Великим Мастером Великой Ложи масонов штата Нью-Йорк.
Долго страдал от опорно-двигательной атаксии. Умер от сердечного приступа у себя дома в Пало-Алто, штат Калифорния 21 июня 1893 года и был похоронен в фамильном мавзолее Стэнфордов на территории Стэнфордского кампуса. Джейн Стэнфорд умерла в 1905 году.

## Наследие
На Центрально-тихоокеанской железной дороге было два локомотива с именем Стэнфорда:
- Gov. Stanford. Хранится в настоящее время в Калифорнийском Государственном Музее Железной дороги в Сакраменто.
- El Gobernador[англ.]. Был отправлен на слом в июле 1894 года

На территории кампуса Стэнфордского университета есть Мемориальная церковь, посвящённая его памяти.